# Kepler-401d
Kepler-401d es un planeta extrasolar que forma parte de un sistema planetario formado por al menos tres planetas. Orbita la estrella denominada Kepler-401. Fue descubierto en el año 2016 por la sonda Kepler por medio de tránsito astronómico.